# Опашати цецилии
Опашатите цецилии (Rhinatrematidae) са семейство земноводни от разред Безкраки земноводни (Gymnophiona).
Таксонът е описан за пръв път от американския херпетолог Роналд Арчи Нъсбаум през 1977 година.

## Родове
- Amazops
- Epicrionops – Ситнозъби цецилии
- Rhinatrema – Многозъби цецилии